# James Lock & Co.
James Lock & Co. er den ældste eksisterende hattemager i verden. Firmaets butik ligger St. James's Street nr. 6 i London. Forretningen blev grundlagt i 1676 og har navn efter den 3. ejer, James Lock, der arvede den i 1759. I dag er Lock & Co. kongelig hofleverandør.

## Historie
Virksomheden blev grundlagt i 1676 af Robert Davis. Hans søn Charles fortsatte forretningen og tog James Lock (1731-1806) som lærling i 1747. James giftede sig med Davis' eneste barn, Mary. Da Davis døde i 1759, arvede James Lock firmaet fra sin læremester, og familien Lock driver og ejer stadig firmaet. Deres primære butik har ligget på den nuværende adresse siden 1765.
Firmaet var delvist ansvarlig for opfindelsen af bowlerhatten. I 1849 bestilte Edward Coke, der var nevø af Thomas Coke, 1. jarl Leicester en hat, der skulle løse problemet med de beredne jagbetjentenes hovedbklædning. De høje hatte var for skrøbelige og for høje (de ramte ofte lavhængende grene). Firmaet bestilte de to hattemagere William og Thomas Bowler til at løse problemet. Ifølge en anekdote tog Coke den nye hat, smed den på gulvet og trampede på den to gange for at prøve dens styrke, inden han var tilfreds med resultatet.

## Berømte kunder
Lock er kongelig hofleverandør af hatte til prins Philip, hertug af Edinburgh og Charles, prins af Wales og har fremstillet hatte til brylluppet mellem prins William og Kate Middleton i 2011.
Andre brømte kunder inkluderer admiral Lord Nelson, Oscar Wilde, Cecil Beaton, David Beckham, Victor Borge, Pierce Brosnan, Jackie Chan, Charlie Chaplin, Eric Clapton, Douglas Fairbanks Jr (der boede i en lejlighed ovenpå forretningen), Alec Guinness, Jeremy Irons, Patrick Macnee (da han spillede rollen som John Steed), Peter O'Toole, Gary Oldman, Laurence Olivier, Michael Palin, Donald Sinden og Jon Voight.
I sin samling har Lock & Co. en hat, som Hertugen af Wellington ejede.
I filmen Kingsman: The Secret Service fra 2014 køber skurken Richmond Valentine (spillet af Samuel L. Jackson) en høj hat hos Lock & Co. efter råd fra Kingsman-agenten Harry Hart (spillet af Colin Firth).